# Antonio De Viti De Marco

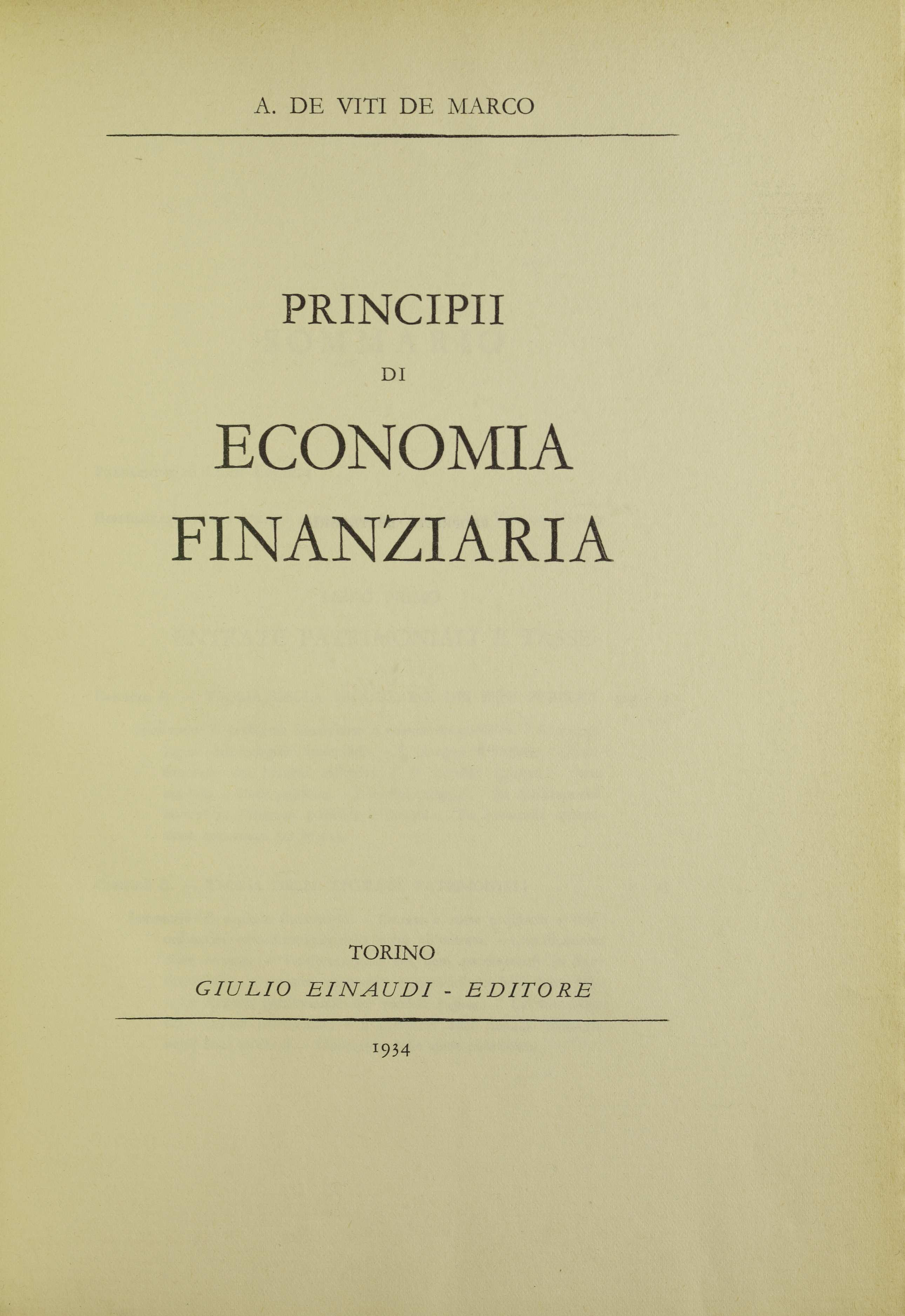
Principii di economia finanziaria, 1934

Antonio De Viti De Marco (* 30. September 1858 in Lecce; † 1. Dezember 1943 in Rom) war ein italienischer Ökonom und Politiker.

## Leben
Nach seinem Abschluss in Jura an der Universität von Rom in 1881 begann De Viti De Marco eine akademische Laufbahn, erst politische Ökonomie, später öffentliche Finanzwissenschaft in Camerino, Macerata und Pavia unterrichtend. In 1887/88 nahm er eine Stelle als Lehrer für öffentliche Finanzwirtschaft an der juristischen Fakultát in Rom an, an welcher er bis 1931 blieb. Von 1901 bis 1921 war er mit lediglich einer kurzen Unterbrechung durchgehend Mitglied des italienischen Parlaments. Dort versuchte er erfolglos eine liberaldemokratische Gruppe zu gründen, deren Ziel die Bekämpfung des Protektionismus und der Ausbeutung Süditaliens sein sollte. Sein Sammelband "30 Jahre politischer Kampf" (Un trentennio di lotte politiche), geschrieben zwischen 1894 und 1922, ist ein Zeugnis seiner politischen Überzeugungen. Im Einklang mit seinen politischen Idealen vermied er den Treueeid auf das faschistische Regime, indem er 1931 seinen Universitätsposten aufgab.

## Werk
De Viti De Marcos kulturelle Interessen führten ihn 1890 zusammen mit einigen anderen Ökonomen zum Aufkauf des Giornale degli Economisti, dessen Co-Chefredakteur er bis 1919 an der Seite von Maffeo Pantaleoni, Ugo Mazzola und später Vilfredo Pareto war. Unter seiner Leitung wurde der Giornale degli Economisti zur anerkanntesten Stimme liberaler Ideen in Italien. Obgleich De Viti De Marco kein überaus produktiver Autor war, verbrachte er sehr viel Zeit mit der Überarbeitung seiner eigenen Werke und übte einen grundlegenden Einfluss auf die typisch italienische Tradition aus eine "reine" Theorie der öffentlichen Finanzwirtschaft erschaffen zu wollen. Er widmete seinen ersten Essay – "Der theoretische Charakter der Finanzwirtschaft" (Il carattere teorico dell'economia finanziara) – von 1888 diesem besonderen Feld der Wirtschaftsforschung. Zur gleichen Zeit studierte er monetäre und finanzwirtschaftliche Probleme, über welche er 1898 einen Sammelband namens "Die Funktion der Bank" (La funzione della Banca) veröffentlichte, den er allerdings noch mehrmals vor seiner endgültigen Veröffentlichung überarbeitete. De Viti De Marcos Name ist jedoch vor allem mit seinen "Prinzipien der Finanzwirtschaft" (Principi di Economia Finanziaria) verbunden, welches Gegenstand mehrerer Entwürfe und Überarbeitungen in 1923, 1928, 1934 und 1939 war. Die endgültige Ausgabe dieses Werkes beinhaltet ein Vorwort von Luigi Einaudi. der den allgemeinen Vorrang De Viti de Marcos vor anderen Forschern im Gebiet der öffentlichen Finanzwissenschaft betont. Später wurde dieses Buch ins Englische übersetzt und positiv rezipiert. Seither wurden De Viti de Marcos Principi in sämtliche führende Fremdsprachen übersetzt und stellen weiterhin einen der fortgeschrittensten Versuche dar eine wirtschaftswissenschaftliche Theorie des gesamten finanzwirtschaftlichen Systems zu schaffen, indem die Theorie des Grenznutzens systematisch auf finanzwirtschaftliche Probleme angewandt wird.
Die Ursprünge von De Viti De Marcos Ideen lassen sich auf das Werk von Francesco Ferrara zurückverfolgen, insofern dieser öffentliche Ausgaben für einen wesentlichen Teil der Disziplin der öffentlichen Finanzwissenschaft hielt und den produktiven Aspekt öffentlicher Dienstleistungen erkannte. Die Bedeutung der Untersuchung finanzwirtschaftlicher Probleme wurde bereits in den Schriften von Maffeo Pantaleoni und Ugo Mazzola vorausgesehen. Dennoch war es De Viti De Marco der in 40 Jahren methodischer Arbeit das ökonomische Konzept einer öffentlichen Finanzwissenschaft auf der Grundlage zweier abstrakter Typen politischer Verfassung des Staates ausarbeitete: Einerseits ein monopolistischer Staat, in welchem eine privilegierte Oligarchie Entscheidungen bezüglich der Erhebung von Steuern und der Verteilung von Steuergeldern ihrem Eigeninteresse entsprechend trifft, andererseits ein kooperativer Staat, in welchem die Interessen der Steuerzahler und derjenigen, denen die Nutzung staatlicher Dienstleistungen zusteht, zusammenfallen. Letzterer Staatstypus wurde in De Viti De Marcos Werk zwecks Prüfung der gesamten finanzwirtschaftlichen Problematik besonders umfassend beschrieben, da im kooperativen Staat Entscheidungen und Beschlüsse auf ökonomische Rechnungen auf einer individuellen Ebene reduziert werden und die sich hieraus ergebene Finanzwirtschaft jeglichen zwanghaften Charakter entbehrt. Die präzise Argumentation dieser Annahme und ihre strenge Entwicklung kann als Erklärung für die positive internationale Rezeption von De Vitis Werk dienen. Daneben enthält es auch eine Kritik des soziologischen Ansatzes sowie derjenigen, welche wirtschaftliche Berechnungen auf einer individuellen Ebene nicht als gültige Grundlage für Kollektivbeschlüsse anerkennen. Trotzdem besteht De Vitis De Marcos Leistung vorrangig darin ein wissenschaftliches Modell erschaffen zu haben, welches ein Bezugspunkt und Fokus für die Diskussion alternativer Ideen zur Natur, Ursachen und Wirkungen fiskalischer Phänomene geblieben ist.

## Veröffentlichungen (Auswahl)
- De Viti De Marco, Antonio (1885): Moneta e prezzi, Città de Castello: S. Lapi.
- De Viti De Marco, Antonio (1888): Il carattere teorico dell'economia finanziaria, Rom: Pasqualucci.
- De Viti De Marco, Antonio (1898a): Saggi di economia e di finanza, editiert durch den Giornale degli Economisti, Rom.
- De Viti De Marco, Antonio (1898): La funzione della Banca, Rom: Accademia dei Lincei.
- De Viti De Marco, Antonio (1930): Un trentennio di lotte politiche, Rom: Collezione Meridionale Editrice.
- De Viti De Marco, Antonio (1932):  Grundlehren der Finanzwirtschaft, Tübingen: J.C.B. Mohr.
- De Viti De Marco, Antonio (1934): La funzione della Banca, 2. Auflage, Turin: Einaudi.
- De Viti De Marco, Antonio (1934): Principi di economia finanziaria, Turin: Einaudi.
- De Viti De Marco, Antonio (1934): Principios fondamentales de economia financier, Madrid Editorial Revista de Derecho Privado.
- De Viti De Marco, Antonio (1936): First Principles of Public Finance, übersetzt durch E.P. Marget, New York: Harcourt, Brace & Co.